# Angol rókakopó
Az angol rókakopó a három rókakopó kutyafajta egyike. Angol neve: English foxhound. A hagyományos angol rókavadászat céljára tenyésztették, hogy szag alapján találja meg és hajtsa a rókát.Durva, rövid szőrű, erős, izmos testalkatú. Rendkívül energikus fajta, mozgásigénye nagy, mozgásához sok helyre van szükség, kiváló idegrendszerű. Kis területre, például egy lakásra korlátozva hajlamos a károkozásra. Vérét sok egyéb fajta - így pointer - nemesítésére fölhasználták. FCI száma: 159

## Megjelenése
Marmagassága: 56–63 cm
Testtömege: 30–35 kg
Táplálékigénye: 1800 g/nap
Alomszáma: 5-7 kölyök
Várható élettartama: 12-14 év

## Eredete
Angol agárból, a foxterrierből és az angol buldogból tenyésztették ki a 13. században.